# Großgmain
Großgmain je obec v okresu Salcburk-okolí v Salcbursku v Rakousku.

## Dějiny

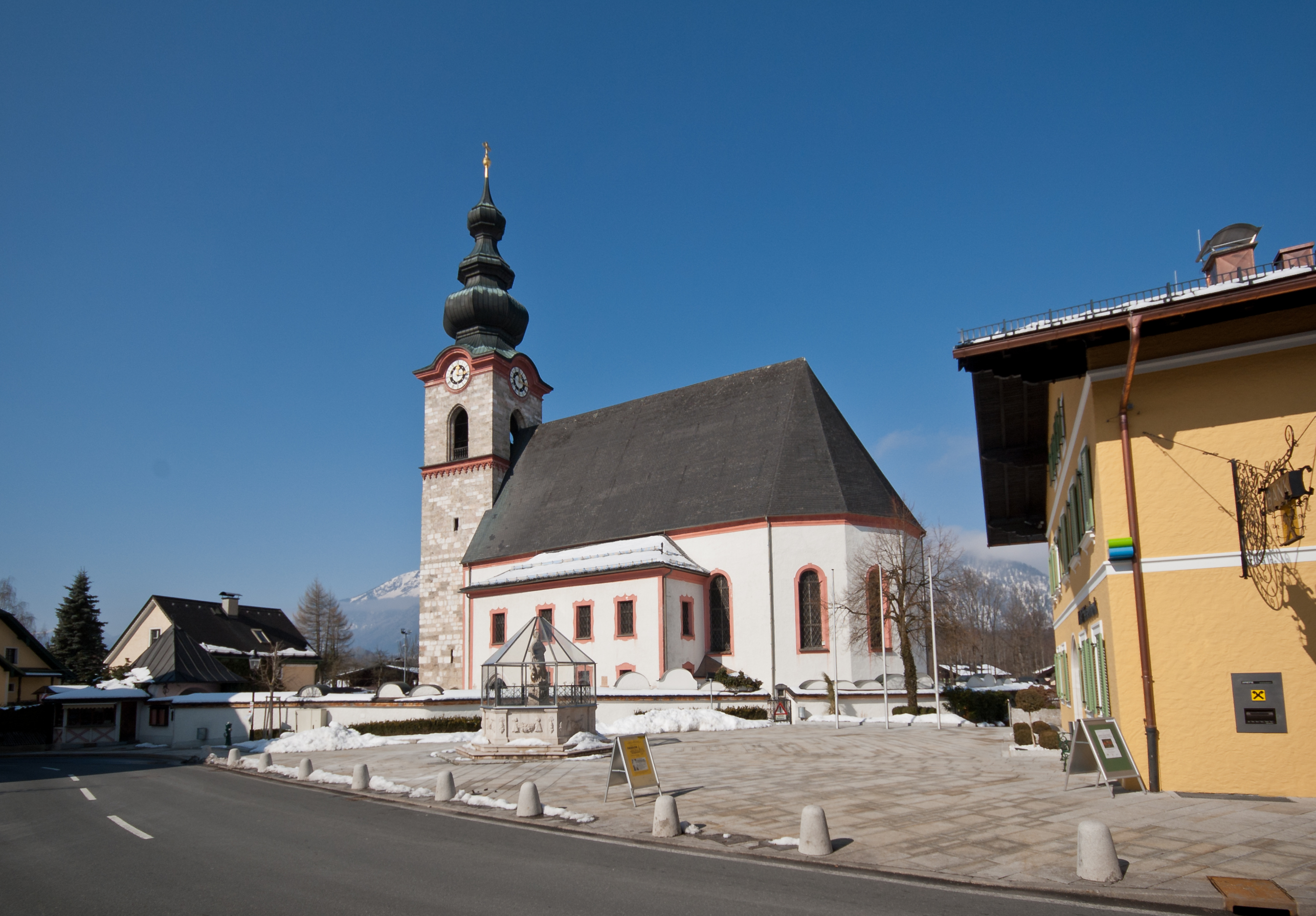
Farní kostel

Oblast Gmainu, poprvé zmíněná v darovací listině z roku 712 vydané vévodou Theudebertem Bavorským, je stará sídelní oblast, úrodná rovina táhnoucí se podél severního okraje Berchtesgadenských Alp. Archeologické nálezy pocházejí z doby bronzové. Ve středověku se oblast stala centrem panství bavorských hrabat z Plainu, kteří si jako své sídlo nechali vystavět Plainburg.
Když salcburští arcibiskupové dosáhli statutu knížat-biskupů, stal se Weißbach západní hranicí bezprostředních panství v regionu.
V roce 1938 byla oblast anektována Německem a v dubnu 1941 byl ve městě zřízen zajatecký tábor Oflag 78. Byl však přemístěn do bavorského Hohenfelsu.

## Geografie
Großgmain leží v salcburském regionu Flachgau na severním úpatí masivu Untersberg, přímo na hranici s obcí Bayerisch Gmain v německé spolkové zemi Bavorsko. Rakousko-německá hranice vede podél potoka Weißbach, přítoku řeky Saalach.

## Politika
Místa v obecním zastupitelstvu (Gemeinderat) od místních voleb v roce 2019:
- Rakouská lidová strana (ÖVP): 9
- Svobodná strana Rakouska (FPÖ): 6
- Sociálně demokratická strana Rakouska (SPÖ): 2
- Zelení – Zelená alternativa: 2

## Významní lidé
- Cesar Bresgen (1913–1988), skladatel, v Großgmainu žil od roku 1956
- Josef Meinrad (1913–1996), herec, v Großgmainu zemřel
- Ilse Aichingerová (* 1921), spisovatelka, v Großgmainu žila od roku 1963 do roku 1981
- Lolita (1931–2010), zpěvačka, v Großgmainu žila až do své smrti